# Ophiothrix roseocoerulans
Ophiothrix roseocoerulans är en ormstjärneart som beskrevs av Grube 1868. Ophiothrix roseocoerulans ingår i släktet Ophiothrix och familjen Ophiothrichidae. Inga underarter finns listade i Catalogue of Life.